# Hogna pseudoradiata
Hogna pseudoradiata là một loài nhện trong họ Lycosidae.
Loài này thuộc chi Hogna. Hogna pseudoradiata được Guy miêu tả năm 1966.